# Halina Klimczak
Halina Klimczak – polska inżynier, dr hab. nauk technicznych, profesor nadzwyczajny Instytutu Geodezji i Geoinformatyki Wydziału Inżynierii Kształtowania Środowiska i Geodezji Uniwersytetu Przyrodniczego we Wrocławiu.

## Życiorys
Obroniła pracę doktorską, 31 maja 2004 habilitowała się na podstawie pracy zatytułowanej Modelowanie kartograficzne w badaniach rozmieszczenia zjawisk przestrzennych. Objęła funkcję profesora nadzwyczajnego w Instytucie Geodezji i Geoinformatyki na Wydziale Inżynierii Kształtowania Środowiska i Geodezji Uniwersytetu Przyrodniczego we Wrocławiu.